# آرنولد پیتر مولر
آرنولد پیتر مولر (به دانمارکی: Arnold Peter Møller) (زاده ۲ اکتبر ۱۸۷۶ – درگذشته ۱۲ ژوئن ۱۹۶۵) کارآفرین، بازرگان و دریانورد دانمارکی بود، که در سال ۱۹۰۴ شرکت مرسک لاین را تأسیس نمود. امروزه شرکت مرسک بزرگترین شرکت ترابری دریایی در جهان است.